# Serpenthrone
Serpenthrone – pierwszy album studyjny polskiego zespołu black metalowego Abused Majesty, nagrany w Hertz Studio. Płyta została wydana w roku 2004 przez firmę Empire Records.

## Lista utworów
Opracowano na podstawie materiału źródłowego.
Muzyka: Abused Majesty. Słowa: Tomasz „Hal” Halicki. Wyjątek oznaczony.
1. „A Dream of Sleeping Warriors” – 04:22
2. „The Path of Sword” – 03:35
3. „Reviving of the Master of the Dead” – 04:30
4. „The Crown of the Serpentine King” – 02:01
5. „The Fall of Black Fortress” – 03:31
6. „A Burning Army” (muz. Abused Majesty, Łukasz Musiuk) – 03:59
7. „Upon the Throne of Serpents” – 03:48
8. „Ravens Brought Them Victory” – 01:38
9. „The Inferno that Took His Life” – 04:11
10. „Epilogue – A Prophecy: Fall of the Last Temple of Time” – 05:25

## Twórcy
Opracowano na podstawie materiału źródłowego.
| - Tomasz „Hal” Halicki – śpiew, gitara basowa, oprawa graficzna - Adam „Socaris” Wasilewski – gitara - Marek „Maar” Przybyłowski – gitara, śpiew - Łukasz „Icanraz” Sarnacki – perkusja | - Grzegorz „Ghaez” Wasiak – instrumenty klawiszowe, śpiew - Wojciech Wiesławski – inżynieria dźwięku, miksowanie, mastering - Sławomir Wiesławski – inżynieria dźwięku, miksowanie, mastering - Jacek Wiśniewski – oprawa graficzna |